# Гулиева, Инара Александровна
Инара Александровна Гулиева (род. 4 января 1950) — советская и российская актриса театра и кино; режиссёр, автор либретто и телепередач об оперетте. Заслуженная артистка Российской Федерации (1994).

## Биография
Родилась 4 января 1950 года в Москве в семье, где никто не имел отношения к театру.
В 1972 году окончила ГИТИС.
С 1973 года выступала солисткой Московской оперетты, где работает по настоящее время режиссёром-постановщиком.
В 1978 году получила в ГИТИСе специальность «режиссёр музыкального театра». Автор телевизионных программ «Вас приглашает оперетта» и «С лёгким жанром». Режиссёр многочисленных постановок в российских музыкальных театрах.

### Семья
- Муж — артист оперетты Виталий Валерьянович Мишле (род. 1941), народный артист РСФСР.

## Награды и звания
- Орден Дружбы (16 июля 2010 года) — за заслуги в развитии отечественной культуры и искусства, многолетнюю плодотворную деятельность[3].
- Медаль ордена «За заслуги перед Отечеством» I степени (29 апреля 2019 года) — за большой вклад в развитие отечественной культуры и искусства, многолетнюю плодотворную деятельность[4].
- Медаль ордена «За заслуги перед Отечеством» II степени (10 января 2003 года) — за большие заслуги в развитии музыкально-театрального искусства[5].
- Заслуженная артистка Российской Федерации (1 декабря 1994 года) — за заслуги в области искусства[6].

## Творчество

### Московский театр оперетты
- Нина — («Легенда о любви») 1972
- Белкина — («Золотые ключи») 1973
- Дуня — («Девичий переполох») 1973
- Китти — («Белая ночь») 1973
- Девушка — («Василий Теркин») 1973
- Уборщица — («Конкурс красоты») 1974
- Лала — («Не прячь улыбку») 1974
- Грета — («Летучая мышь») 1974
- Энни, Кити — («Старая комедия») 1975
- Беатриса — («Испаньола») 1977
- Лена — («Жужа из Будапешта») 1979
- Шансонетка — («Весёлая вдова») 1979
- Павлина — («Кадриль») 1981
- Зюка — («Пусть гитара играет») 1981
- Ануш — («Перекрёсток») 1982
- Стази, Мариэтта — («Завещание маэстро») 1982
- Гжельская — («Господа артисты») 1984
- Распорядительница карнавала, Артемизия — («Да здравствует вальс!») 1984
- Баронесса Бюлов — («Катрин») 1985
- Настя — («Настасья») 1985
- Стази — («Королева чардаша») 1985
- Жюльетта — («Граф Люксембург») 1986
- Фруме-Соре — («Скрипач на крыше») 1987
- Любаша — («Севастопольский вальс»)
- Цецилия — («Королева чардаша»)
- Фрэн Кубелик — («Обещания, обещания») 1979
- Герцогиня — («Великая герцогиня Герольштейнская») 1987
- Белинда — («Сокровища капитана Флинта») 1992
- Силли — («Примадонна») 1993
- Божена — («Марица») 2000
- Маркиза — («Парижская жизнь») 2006

### Фильмография
- 1970 — Впереди день — Наташа
- 1975 — Яблоко как яблоко — Аиша
- 1976 — Семь похищенных женихов — Малика Усманова
- 1976 — В один прекрасный день (фильм, 1976) — Сянубар
- 1978 — Свет погасших костров — Сельджан
- 1977 — Лев ушёл из дома — кенгуру
- 1978 — Свекровь — Зарифа/Афет
- 1980 — Путь к медалям — Светлана Сергеева, капитан сборной СССР
- 1982 — Государственная граница. Восточный рубеж — Ольга Анисимова, певица, сотрудница ОГПУ